# Stirexephanes parvidentatus
Stirexephanes parvidentatus är en stekelart som först beskrevs av Tohru Uchida 1932.  Stirexephanes parvidentatus ingår i släktet Stirexephanes och familjen brokparasitsteklar. Inga underarter finns listade i Catalogue of Life.